# Günsberg

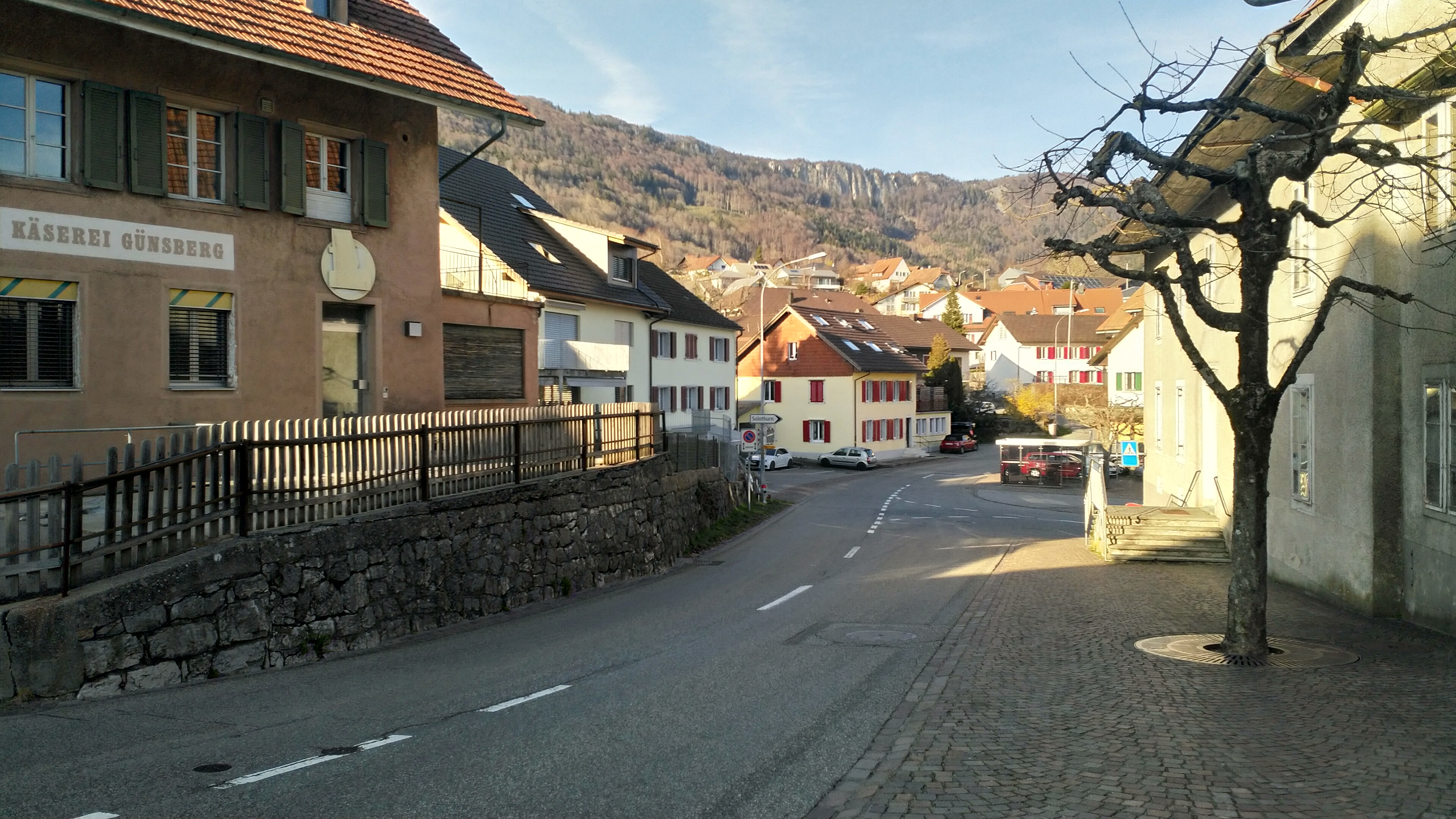
Im Dorfzentrum von Günsberg

Günsberg (im lokalen Dialekt Günschbrg) ist eine politische Gemeinde im Bezirk Lebern des Kantons Solothurn in der Schweiz.

## Geographie

Luftbild (1949)

Günsberg liegt auf 624 m ü. M., 6 km nordöstlich des Kantonshauptortes Solothurn (Luftlinie), an aussichtsreicher Lage am Südhang der ersten Jurakette, in der Region Unterleberberg, rund 200 m über der Ebene des Solothurner Mittellands.
Das 5,3 km² grosse Gemeindegebiet umfasst einen Abschnitt des Solothurner Juras und weist relativ grosse Reliefunterschiede auf. Es zieht sich vom Tal unterhalb des Dorfes nordwärts über die Feldflur rund um das Haufendorf und den überwiegend bewaldeten, teilweise mit Felsen durchzogenen Steilhang bis zum Kamm der Weissensteinkette hinauf. Der Berghang ist durch mehrere Tälchen untergliedert, die im Einzugsgebiet der Siggern, eines linken Zuflusses der Aare, liegen. Die östliche Gemeindegrenze verläuft im Tal des Teuffelenbachs. Der höchste Punkt von Günsberg ist der Chamben mit 1251 m ü. M. Von der Gemeindefläche entfielen 1997 10 % auf Siedlungen, 42 % auf Wald und Gehölze, 47 % auf Landwirtschaft und etwas weniger als 1 % war unproduktives Land. Zu Günsberg gehören mehrere Einzelhöfe. Nachbargemeinden von Günsberg sind Kammersrohr, Hubersdorf, Riedholz, Balm bei Günsberg und Herbetswil im Kanton Solothurn sowie Farnern und Attiswil im Kanton Bern.

## Bevölkerung
Mit 1185 Einwohnern (Stand 31. Dezember 2023) gehört Günsberg zu den kleineren Gemeinden des Kantons Solothurn. Von den Bewohnern sind 94,4 % deutschsprachig, 1,2 % französischsprachig und 1,2 % sprechen Italienisch (Stand 2000). Die Bevölkerungszahl von Günsberg belief sich 1850 auf 677 Einwohner, 1900 auf 745 Einwohner. Im Verlauf des 20. Jahrhunderts pendelte die Bevölkerungszahl bis 1960 im Bereich zwischen 700 und 780 Einwohnern. Besonders während der 1960er Jahre und seit 1990 wurden deutliche Zuwachsraten verzeichnet. Neue Wohnquartiere wurden vor allem unterhalb des alten Ortskerns errichtet, sodass das Siedlungsgebiet von Günsberg heute schon fast mit demjenigen von Niederwil zusammengewachsen ist.

## Politik
Der Gemeinderat (die Exekutive) besteht inklusive des Gemeindepräsidenten aus 7 Mitgliedern. Die Sitze verteilten sich dabei wie folgt:
| Partei                                                       | 2021–2025 | 2017–2021 | 2013–2017 | 2009–2013 | Sitzverteilung 2021                         |
| ------------------------------------------------------------ | --------- | --------- | --------- | --------- | ------------------------------------------- |
| Schweizerische Volkspartei                                   | 4         | 4         | 4         | 2         | Insgesamt 7 Sitze - SP: 2 - FDP: 1 - SVP: 4 |
| FDP.Die Liberalen (bis 2009 Freisinnig-Demokratische Partei) | 1         | 2         | 3         | 4         | Insgesamt 7 Sitze - SP: 2 - FDP: 1 - SVP: 4 |
| Sozialdemokratische Partei                                   | 2         | 0         | 0         | 1         | Insgesamt 7 Sitze - SP: 2 - FDP: 1 - SVP: 4 |
| parteilos                                                    | 0         | 1         | 0         | 0         | Insgesamt 7 Sitze - SP: 2 - FDP: 1 - SVP: 4 |

## Wirtschaft
Günsberg war bis in die zweite Hälfte des 20. Jahrhunderts ein vorwiegend durch die Landwirtschaft geprägtes Dorf. Vom 16. bis zum 19. Jahrhundert wurde oberhalb des Dorfes Gips abgebaut und in Gipsmühlen verarbeitet. Noch heute haben der Ackerbau und der Obstbau in den tieferen Lagen sowie die Viehzucht und Milchwirtschaft im oberen Gemeindeteil und die Alpwirtschaft auf den Bergweiden einen gewissen Stellenwert in der Erwerbsstruktur der Bevölkerung. Zahlreiche weitere Arbeitsplätze sind im lokalen Kleingewerbe und im Dienstleistungssektor vorhanden. In Günsberg sind heute Betriebe des Baugewerbes, der Elektrobranche, der Informatik und des Holzbaus vertreten. In den letzten Jahrzehnten hat sich das Dorf dank seiner attraktiven Lage zu einer Wohngemeinde entwickelt. Viele Erwerbstätige sind deshalb Wegpendler, die hauptsächlich in der Region Solothurn arbeiten. Auf dem Balmberg befinden sich ein Kurhaus, Schneesporteinrichtungen und ein Waldseilpark.

## Verkehr
Die Gemeinde liegt abseits der grösseren Durchgangsrouten an einer Verbindungsstrasse von Attiswil und Riedholz über den im Jahr 1574 erstmals erwähnten Passweg Balmberg nach Welschenrohr im Bezirk Thal. Der nächste Anschluss an die Autobahn A1 (Bern–Zürich) befindet sich rund 7 km vom Dorf entfernt bei Wangen an der Aare. Durch Postautokurse von Solothurn nach Balm bei Günsberg und auf den Balmberg ist Günsberg an das Netz des öffentlichen Verkehrs angebunden.
Auf dem Hauptkamm der Jurakette verläuft der Jurahöhenweg.

## Geschichte
Die erste urkundliche Erwähnung des Ortes stammt aus dem Jahr 1307 mit dem Namen Gunsperch. Später erschienen die Bezeichnungen Gunsperg (1336), Guinsberg (1374) und Günsberg (1424). Der Ortsname geht auf den althochdeutschen Personennamen Gundo zurück und bedeutet somit Berg/Bergweide des Gundo.
Seit dem Mittelalter unterstand Günsberg der Herrschaft Balm. Zusammen mit dieser Herrschaft gelangte das Dorf 1312 als Reichslehen an die Grafen von Strassberg und nach verschiedenen Besitzerwechseln 1411 an die Stadt Solothurn. Schon seit 1344 hatte die Stadt die hohe Gerichtsbarkeit über Günsberg inne. Im 15. Jahrhundert unterstand das Dorf der Vogtei Balm, ab 1487 war es Teil der Vogtei Flumenthal. Nach dem Zusammenbruch des Ancien Régime (1798) gehörte Günsberg während der Helvetik zum Verwaltungsbezirk Solothurn und ab 1803 zum Bezirk Lebern.

## Sehenswürdigkeiten
Die heutige spätbarocke Kirche Sankt Pantaleon wurde 1960 vergrössert; sie besitzt ein Altarbild aus der Zeit um 1700. Sie geht ursprünglich auf die Kapelle Sankt Pantaleon zurück, die seit 1336 erwähnt ist, jedoch während der Reformationswirren 1529 zerstört und 1537 neu erbaut wurde. Günsberg gehörte zunächst zur Pfarrei Flumenthal, wurde aber 1695 zur selbständigen Kirchgemeinde erhoben.

## Persönlichkeiten
- Walter Lüthi (1901–1982), reformierter Theologe
- Ruedi Wyss (1932–2007), Musiker, Komponist und Dirigent

## Wappen
Blasonierung
In Gelb über grünem Dreiberg nach links springender roter Hirsch